# Zack Ostapchuk
Zack Ostapchuk, född 29 maj 2003, är en kanadensisk professionell ishockeyforward som är kontrakterad till Ottawa Senators i National Hockey League (NHL) och spelar för Belleville Senators i American Hockey League (AHL).
Han har tidigare spelat för Vancouver Giants och Winnipeg Ice i Western Hockey League (WHL).
Ostapchuk draftades av Ottawa Senators i andra rundan i 2021 års draft som 39:e spelare totalt.

## Statistik
| 2016–2017  | St. Albert Sabres                  | AMBHL      | 35  | 6  | 9  | 15  | 12  | 10 | 2  | 2  | 4  | 0  |
| 2017–2018  | Northern Alberta Xtreme Hockey U15 | CSSHL      | 30  | 24 | 21 | 45  | 12  | 4  | 2  | 1  | 3  | 12 |
|            | Northern Alberta Xtreme Hockey U16 | CSSHL      | 5   | 2  | 3  | 5   | 0   | —  | —  | —  | —  | —  |
| 2018–2019  | Northern Alberta Xtreme Hockey U18 | CSSHL      | 31  | 13 | 15 | 28  | 48  | 5  | 3  | 5  | 8  | 14 |
|            | Vancouver Giants                   | WHL        | 6   | 0  | 0  | 0   | 0   | 2  | 0  | 0  | 0  | 0  |
| 2019–2020  | Vancouver Giants                   | WHL        | 44  | 5  | 3  | 8   | 14  | —  | —  | —  | —  | —  |
| 2020–2021  | Vancouver Giants                   | WHL        | 22  | 7  | 9  | 16  | 26  | —  | —  | —  | —  | —  |
| 2021–2022  | Vancouver Giants                   | WHL        | 60  | 26 | 17 | 43  | 58  | 12 | 7  | 16 | 23 | 4  |
| 2022–2023  | Vancouver Giants                   | WHL        | 21  | 10 | 19 | 29  | 20  | —  | —  | —  | —  | —  |
|            | Winnipeg Ice                       | AHL        | 34  | 21 | 17 | 38  | 26  | 18 | 9  | 6  | 15 | 11 |
| 2023–2024  | Ottawa Senators                    | NHL        | 1   | 0  | 0  | 0   | 0   | —  | —  | —  | —  | —  |
|            | Belleville Senators                | AHL        | 56  | 13 | 9  | 22  | 40  | —  | —  | —  | —  | —  |
| NHL totalt | NHL totalt                         | NHL totalt | 1   | 0  | 0  | 0   | 0   | —  | —  | —  | —  | —  |
| WHL totalt | WHL totalt                         | WHL totalt | 187 | 69 | 65 | 134 | 144 | 32 | 16 | 22 | 38 | 15 |

### Internationellt
| Källa: Uppdaterad: 2024-03-14 | Källa: Uppdaterad: 2024-03-14 | Källa: Uppdaterad: 2024-03-14 |         | Utv = Utvisningsminuter | Utv = Utvisningsminuter | Utv = Utvisningsminuter | Utv = Utvisningsminuter | Utv = Utvisningsminuter |
| År                            | Lag                           | Mästerskap                    | Matcher | Mål                     | Assists                 | Poäng                   | Utv                     |                         |
| ----------------------------- | ----------------------------- | ----------------------------- | ------- | ----------------------- | ----------------------- | ----------------------- | ----------------------- | ----------------------- |
| 2022                          | Kanada                        | JVM                           | 7       | 1                       | 2                       | 3                       | 0                       |                         |
| 2023                          | Kanada                        | JVM                           | 7       | 2                       | 1                       | 3                       | 25                      |                         |
| Junior totalt                 | Junior totalt                 | Junior totalt                 | 14      | 3                       | 3                       | 6                       | 25                      |                         |